# Shuichi Uemura
Shuichi Uemura (født 3. december 1966) er en tidligere japansk fodboldspiller.
Han har spillet for flere forskellige klubber i sin karriere, herunder Toyota Motors og Kyoto Purple Sanga.